# مختار کلانتری
مختار کلانتری (زاده ۱۳۳۳ در سلطانیه) اولین دبیرکل ستاد مبارزه با مواد مخدر،  فرمانده کل پیشین کمیته انقلاب اسلامی از سال ۱۳۶۹ تا ۱۳۷۰، معاون پیشین وزیر راه و مدیر عامل سازمان بنادر و دریانوردی جمهوری اسلامی ایران و رئیس فدراسیون تکواندو جمهوری اسلامی ایران از سال ۱۳۷۵ تا ۱۳۷۹ بوده‌ است.

## سوابق فعالیتهای ورزشی
۱- عضو هیئت رئیسه فدراسیون تکواندو جمهوری اسلامی ایران در سال های ۱۳۷۳ الی ۱۳۷۵. 
۲- رئیس فدراسیون تکواندو جمهوری اسلامی ایران در سال های ۱۳۷۵ الی ۱۳۷۹.
۳- کارشناس خبره و عضو هیئت رئیسه فدراسیون تکواندو جمهوری اسلامی ایران در سال های ۱۳۸۰ الی ۱۳۸۸.